# Трубовщина (Киевская область)
Трубовщина (укр. Трубівщина) — село, входит в Яготинский район Киевской области Украины.
Население по переписи 2001 года составляло 367 человек. Почтовый индекс — 07751. Телефонный код — 4575. Занимает площадь 1,5 км². Код КОАТУУ — 3225584202.

## Местный совет
Село Трубовщина относится к Ничипоровскому сельскому совету.
Адрес местного совета: 07751, Киевская обл., Яготинский р-н, с. Ничипоровка, ул. Казацкая, 15.

## История
Хутор Трубовщина был приписан к церкви Покрова Божей Матери в Ничипоровке.
Есть на карте 1826-1840 годов
В 1862 году на владельческом хуторе Трубещина (Трубежщина) было 11 дворов где проживало 102 человека (47 мужского и 55 женского пола)